# 拉茶

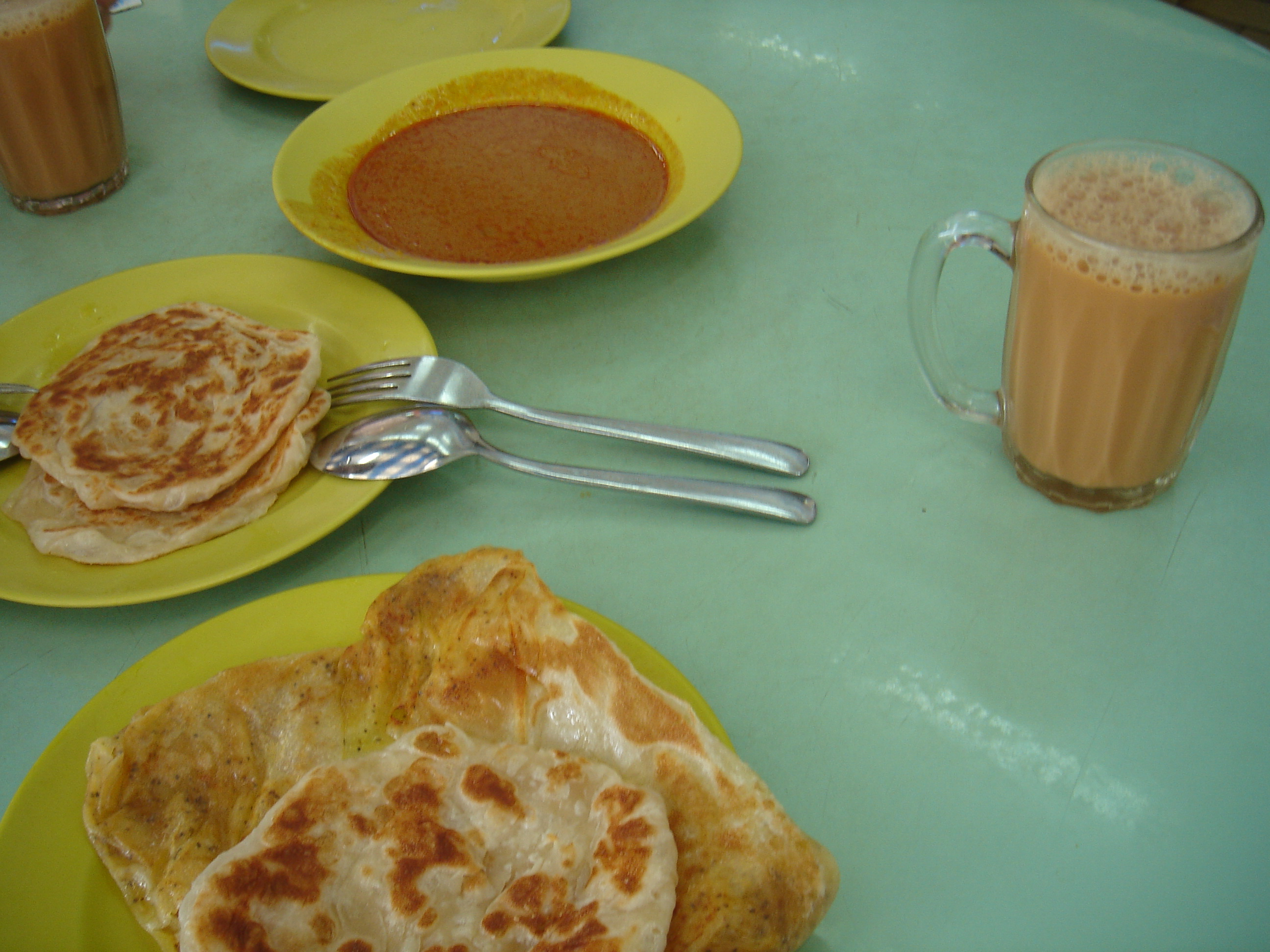
印度抛饼及拉茶

拉茶又称为印度拉茶，為奶茶的一種，是文莱，泰国，新加坡，馬來西亞的，印度尼西亚的常见茶飲，印度本土并没有。
拉茶起源自移民至馬來半島的穆斯林印度人，現在香港、台灣、泰國等東南亞地區均有此類飲料。拉茶是用兩個杯子远距离倒来倒去，看似拉來拉去，故名“拉茶”，“拉”得越長，泡沫越多，味道就會好，但也有人認為這個工序會令飲料長期暴露在空氣中，作為街頭飲料會有衛生的問題，對品質也有負面影響。
印度拉茶的原料可以有很多選擇，大部分是將肉桂、荳蔻莢、丁香粉、薑與黑胡椒粒跟紅茶一同熬煮，再加上牛奶、奶精或煉乳，製作成美味的印度拉茶。